# Aleutihenricia reticulata
Aleutihenricia reticulata is een zeester uit de familie Echinasteridae. De wetenschappelijke naam van de soort werd in 1940 gepubliceerd door Ryoji Hayashi.